# Эдуардс, Борис Васильевич
Бори́с Васи́льевич Эдуа́рдс (15 мая (27 мая) 1860, Одесса, Российская империя — 12 февраля 1924, Мальта) — российский скульптор, художник, график.

## Биография
Родился 27 мая 1860 года в Одессе в семье английского коммерсанта. С 1876 по 1881 год учился в Одесской рисовальной школе у профессора миланской Академии художеств Луиджи Иорини; в годы учёбы получил 4 поощрительные медали. После школы поступил в Императорскую Академию художеств в Санкт-Петербурге, которую вскоре оставил «по слабости здоровья». В 1888 году за работы представленные на ежегодной выставке Петербургской Академии художеств Эдуардс получил от Академии звание классного художника 3-й степени. Свои ранние скульптуры Эдуардс выполнял в гипсе и глине. Позднее воплощал их в мраморе.

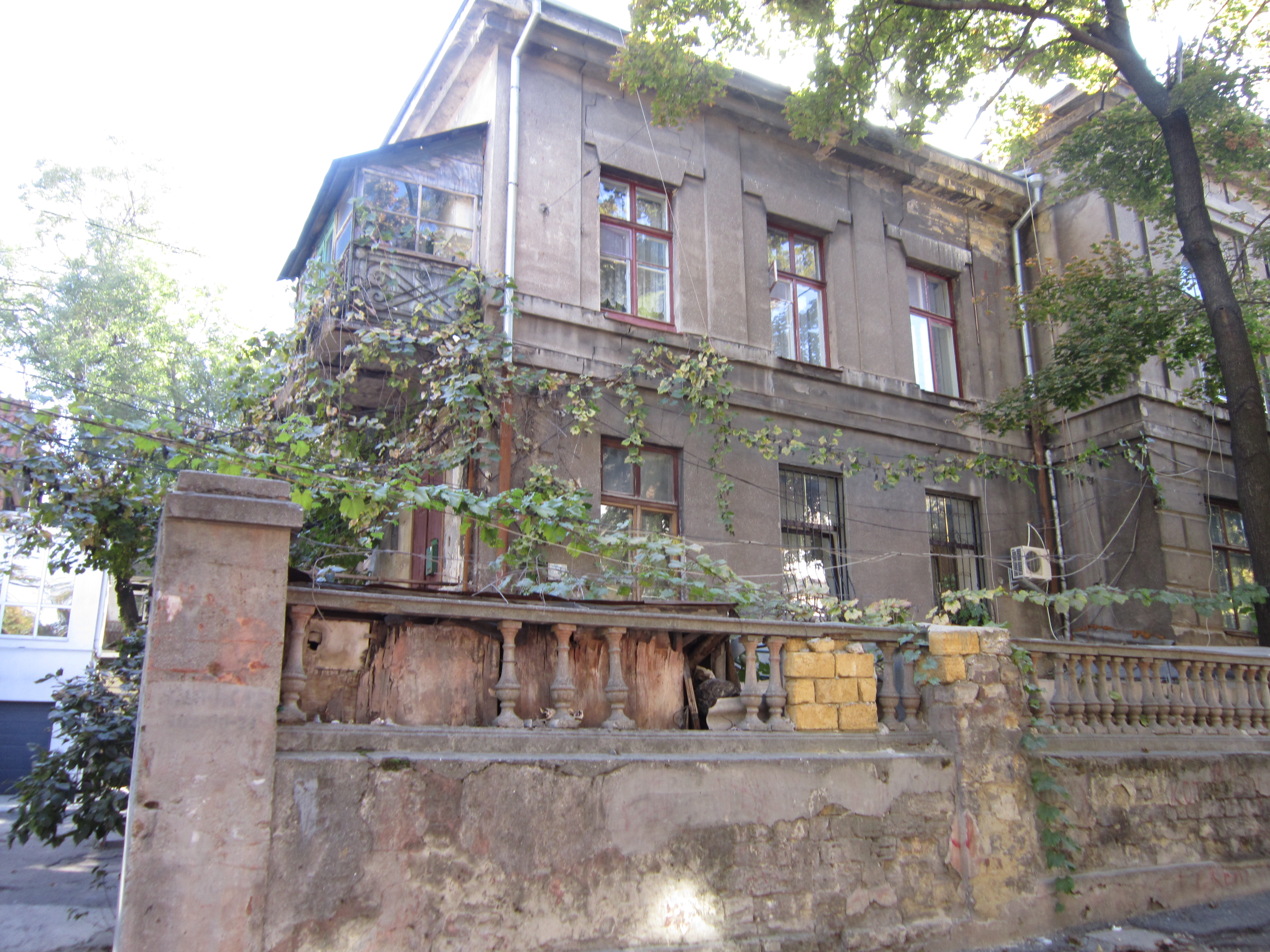
переулок Ляпунова, 3

Мастерская Эдуардса находилась в его собственном доме в Одессе, в Софиевском переулке (ныне пер. Ляпунова, 1).
Заинтересовавшись бронзовым литьём, скульптор уехал инкогнито работать на литейных фабриках Франции и Италии, перенимая опыт тамошних специалистов. Вернувшись, открыл в Одессе, в своём доме, бронзово-литейную мастерскую. В «Новороссийском альманахе» в 1896 году была опубликована реклама: «Б. В. Эдуардс. Художник-скульптор. Первый на юге России художественно-бронзолитейный завод. Первое на юге России ателье художественной и промышленно-художественной скульптуры».

## Известные работы
- Памятник Александру Полю (1891) возле Гданцевского чугунолитейного завода (Кривой Рог). Разрушен вандалами в 1908 году.
- Памятник А. В. Суворову, Очаков (1907). Памятник открыт 1 октября 1907 года в 10 часов утра в день 120-летия со дня победы над турецким десантом на Кинбурнской косе гарнизона под командованием генерал-аншеф Суворова А. В.[3]. Статуя изображает раненого под Кинбурном полководца, который, закрыв рану на груди левой рукой, правой показывает своим войскам, наступающим на турок, направление главного удара. Осенью 1905 года в Одесском порту скульптуру погрузили на специальную деревянную площадку для отправки в Очаков. Во время революционных событий этого периода площадка при пожаре сгорела, скульптура из металла расплавилась. Автор на свои средства восстановил скульптуру, выполнив условия ранее заключённого договора. Модель памятника «Суворов в бою под Кинбурном» находится в Государственном мемориальном музее А. В. Суворова[4]. За сооружение памятника скульптор был представлен военным ведомством к награждению орденом Святого Владимира 4-й степени.
- Памятник Императрице Екатерине II, Екатеринодар, по проекту Микешина М. О. (1907). Разрушен большевиками в 1920 году. Восстановлен в 2006 году.
- Памятник Суворову (создан в 1914 и установлен в румынском селе Думбрэвени, перенесён в Одессу, позже в Измаил в 1945).
- Памятник А. С. Пушкину, Харьков (1904).
- Памятник Н. В. Гоголю, Харьков (1909).
- Памятная доска в честь князя Святослава Игоревича в с. Никольском-на-Днепре у Ненасытецкого порога (ныне Солонянский район Днепропетровской области) (1913)
- В экспозиции Одесского художественного музея представлены: «Шурка» (мрамор, 1896), «Христос и грешница» (мрамор, 1899), «Утешение» и «Спящий старик» (мрамор, конец 1890-х), «Приятные подношения» (2 варианта: в бронзе и в соединении бронзы и мрамора, конец 1890-х), Александр Суворов (вариант отливки из бронзы памятника в Очакове, 1903)[5].
- Бронзовые украшения (трофеи и знамёна) для музея Черноморского флота в Севастополе.
- Памятник врачу Э. С. Андриевскому — основателю курорта на Куяльницком лимане, бронзовый бюст, санаторий «Куяльник» (Одесса) (1898).
- Скульптура «Амур и Психея» (мрамор) в сквере «Пале-Рояль», Одесса.

## Выставки
- 1885  (Одесса) — персональная выставка в Малом биржевом зале (позже — здание городской Думы). Это была первая в истории Одессы выставка скульптуры
- 1887  (Одесса) — персональная выставка в здании Английского клуба
- 1899  (Одесса) — ретроспектива, посвящённая 15-летию его творческой деятельности, состоялась в саду на Приморском бульваре
- 1900  (Париж) — Всемирная выставка
- 1918  (Одесса) — персональная выставка в помещении Одесского художественного училища

## Галерея

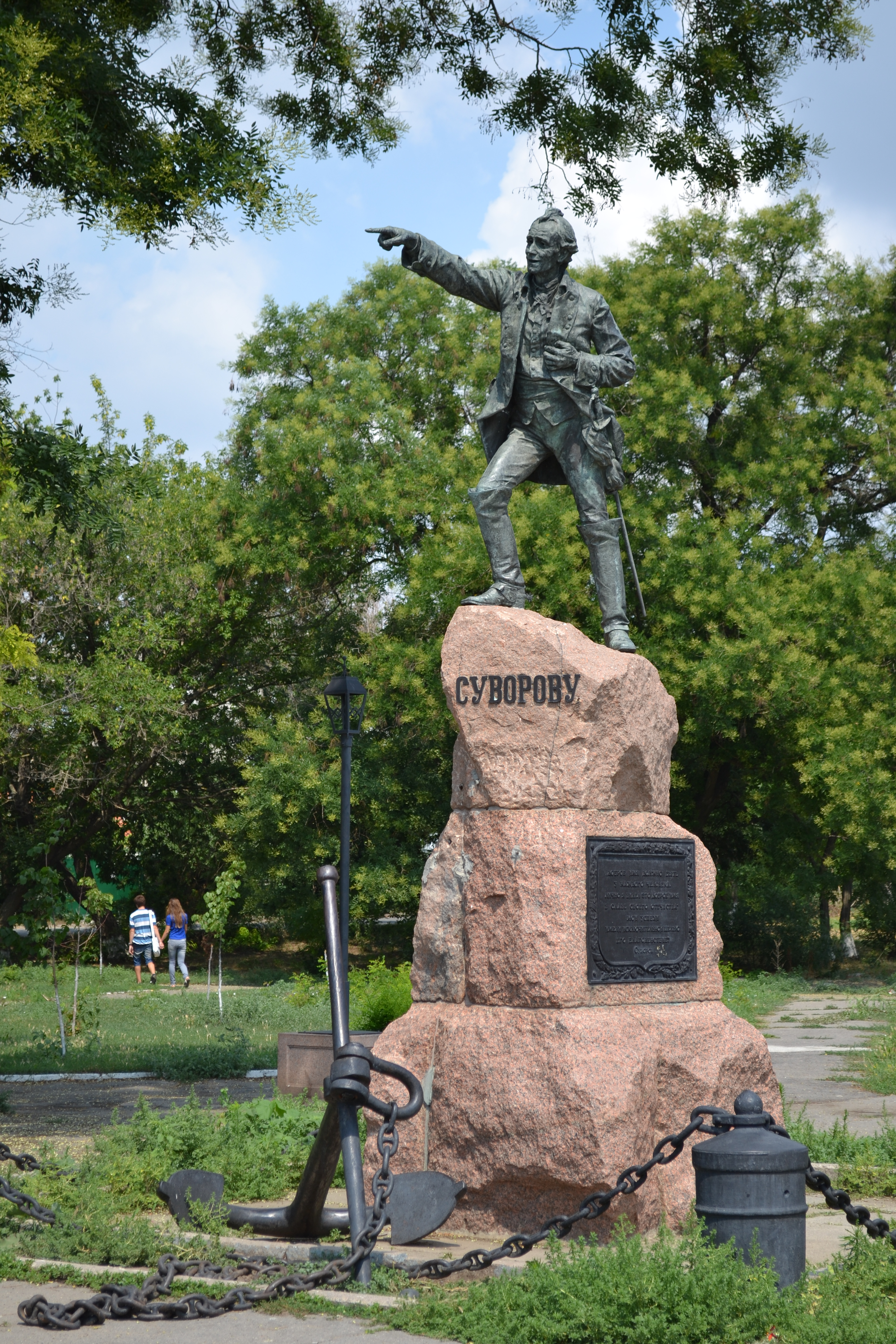
Памятник А.В.Суворову в Очакове
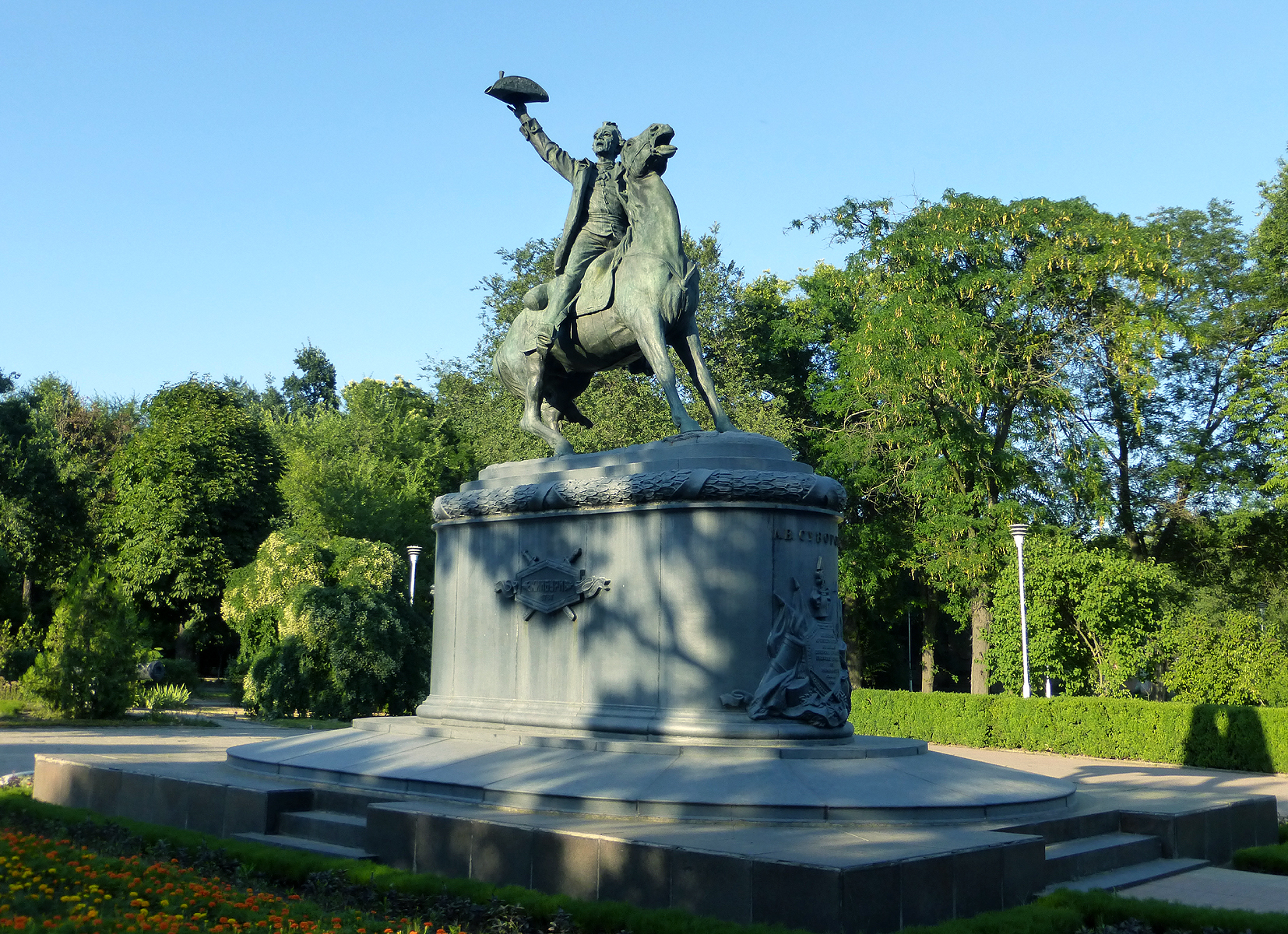
Памятник А.В.Суворову в Измаиле
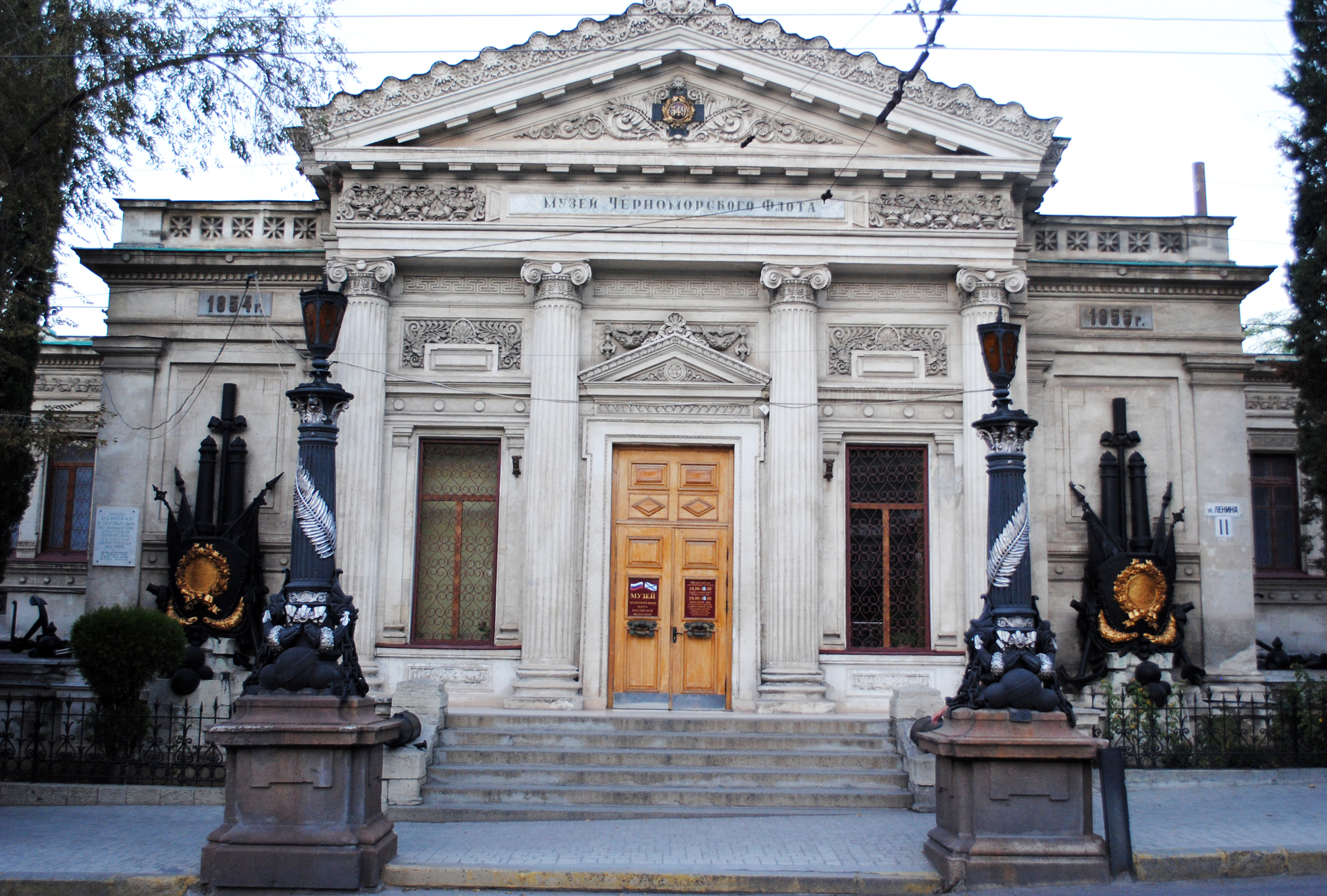
Военно-исторический музей Черноморского флота в Севастополе
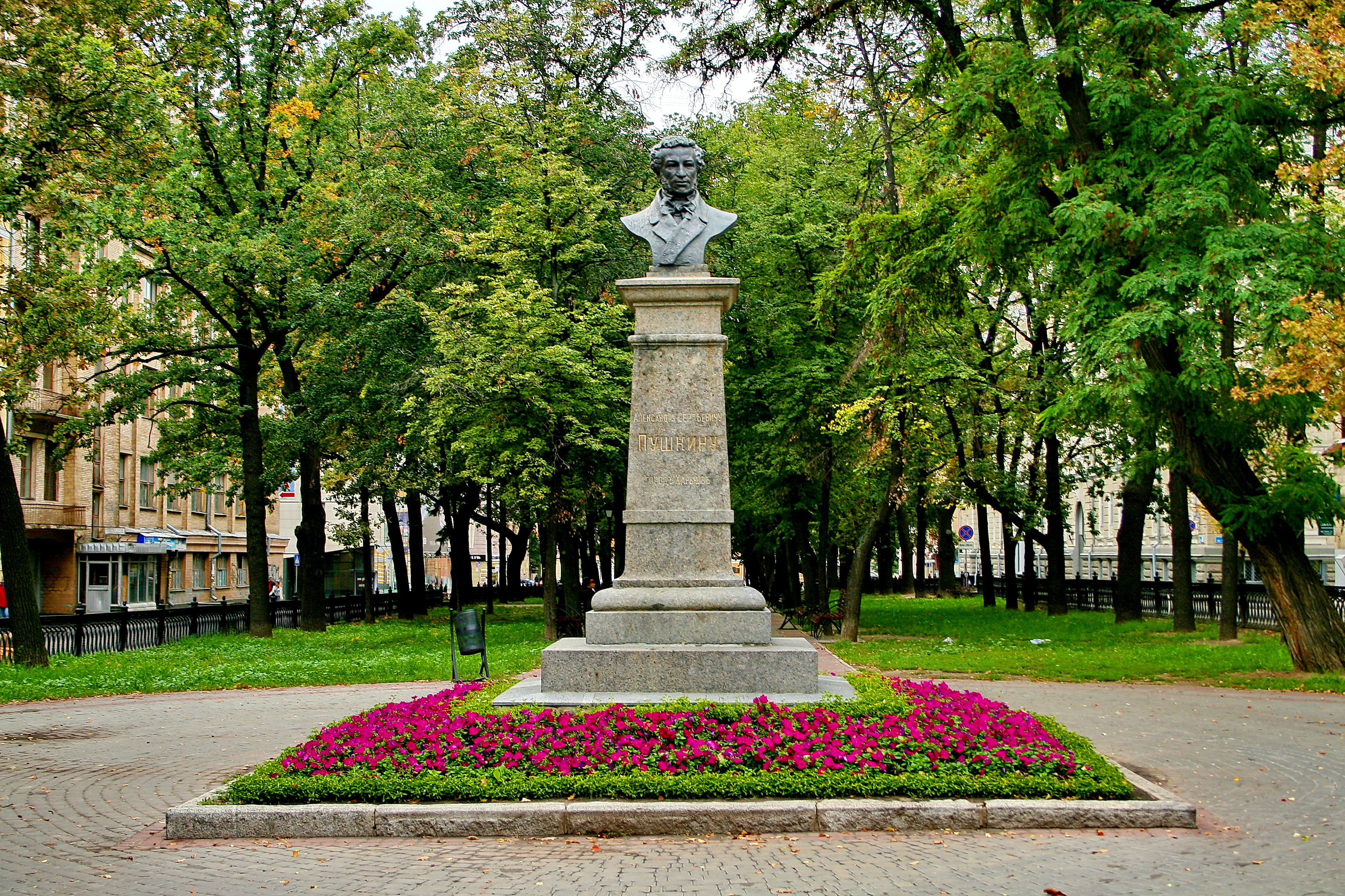
Памятник А.С.Пушкину в Харькове
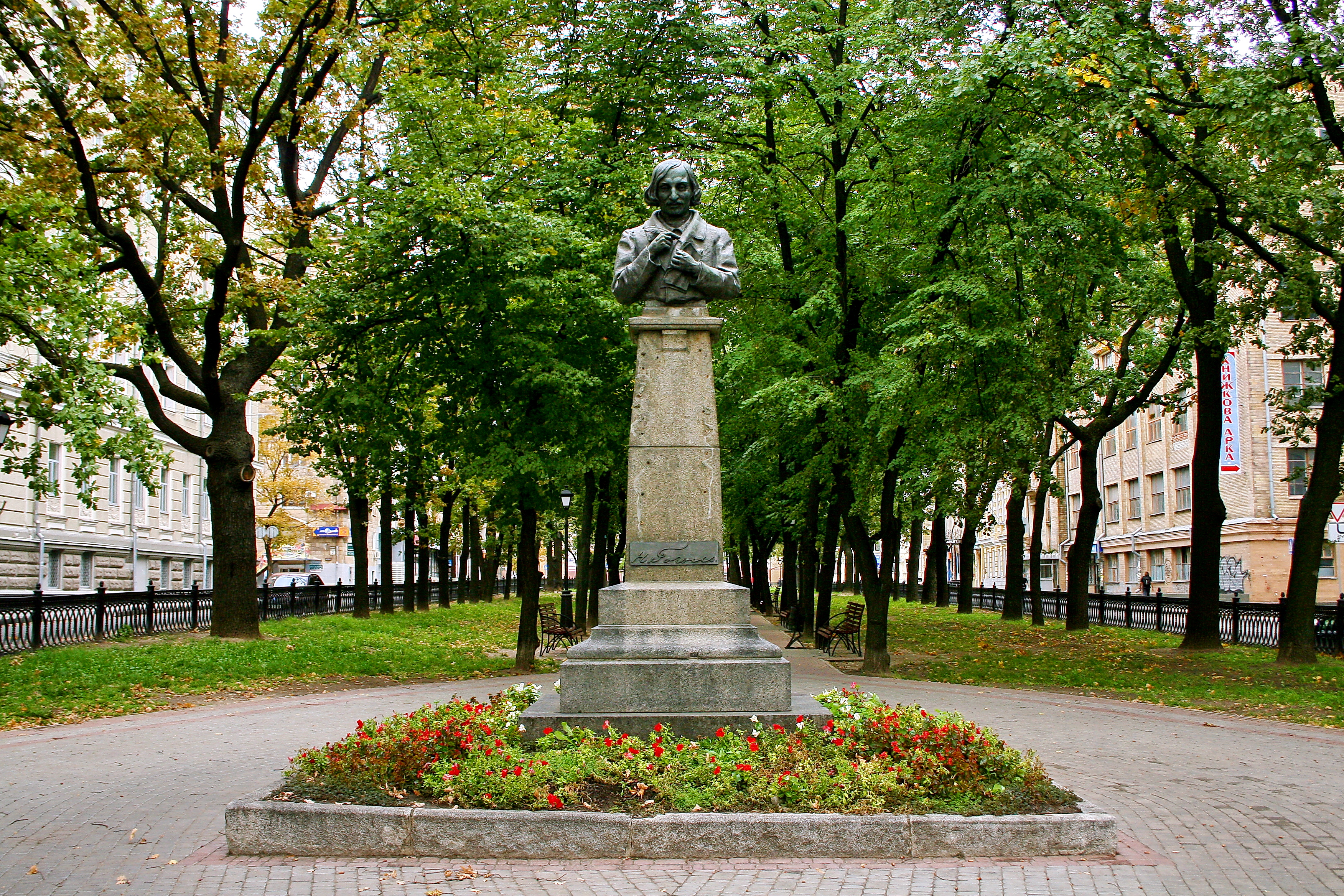
Памятник Н.В.Гоголю в Харькове
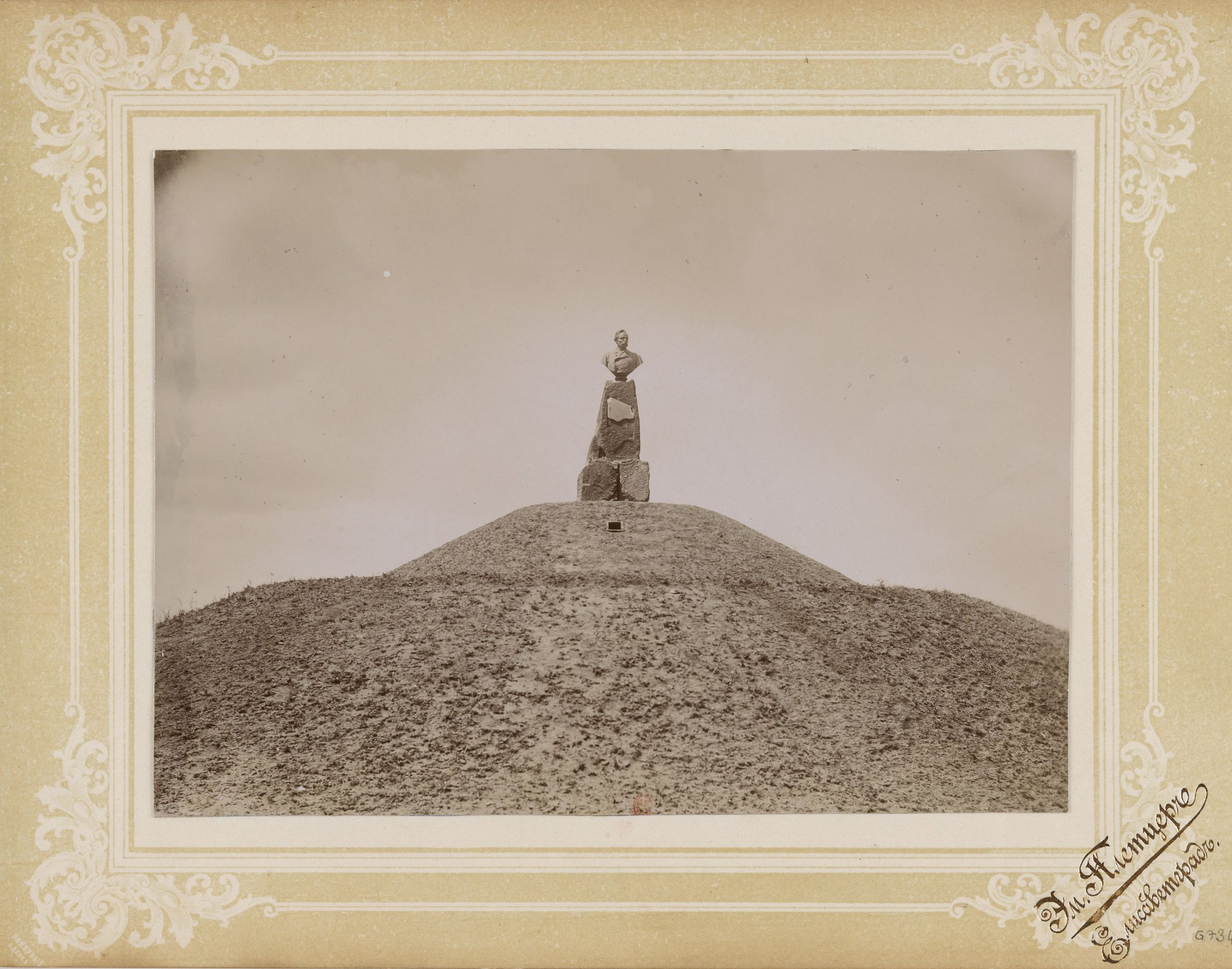
Памятник А. Полю возле Гданцевского чугунолитейного завода
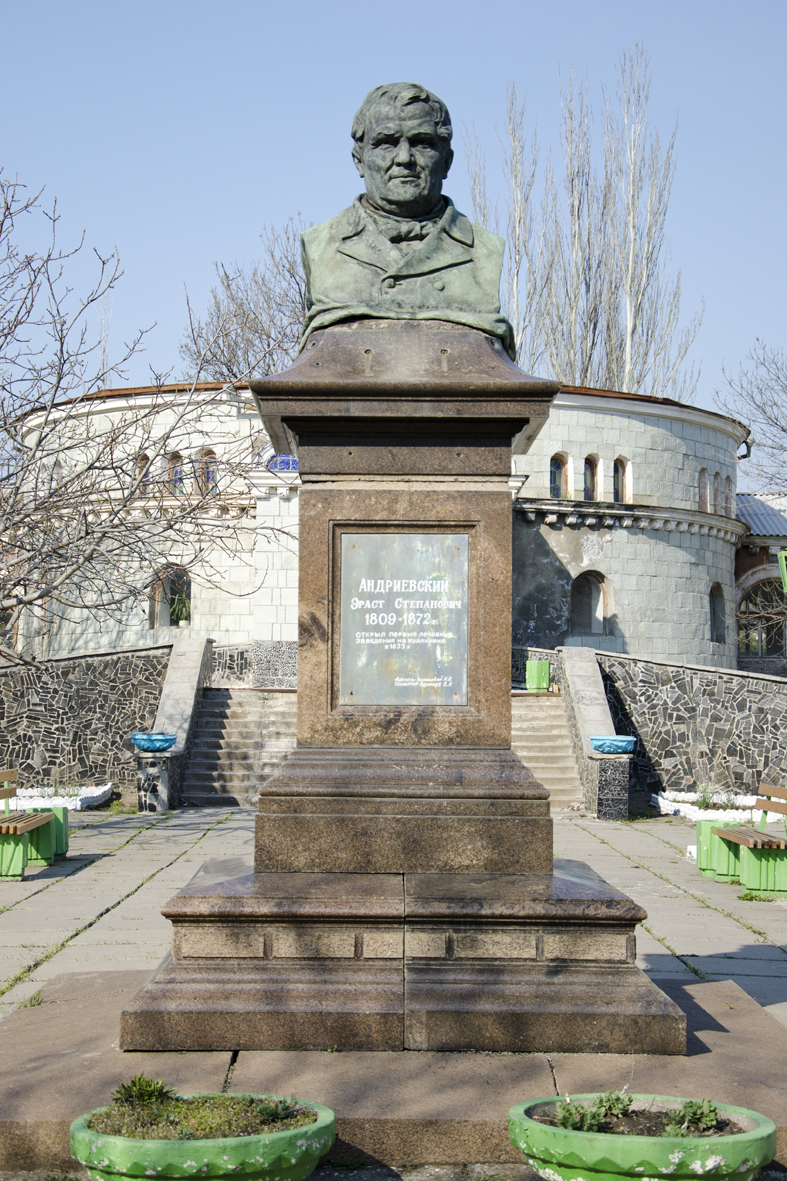
Памятник Э.С.Андриевскому, санаторий «Куяльник», Одесса
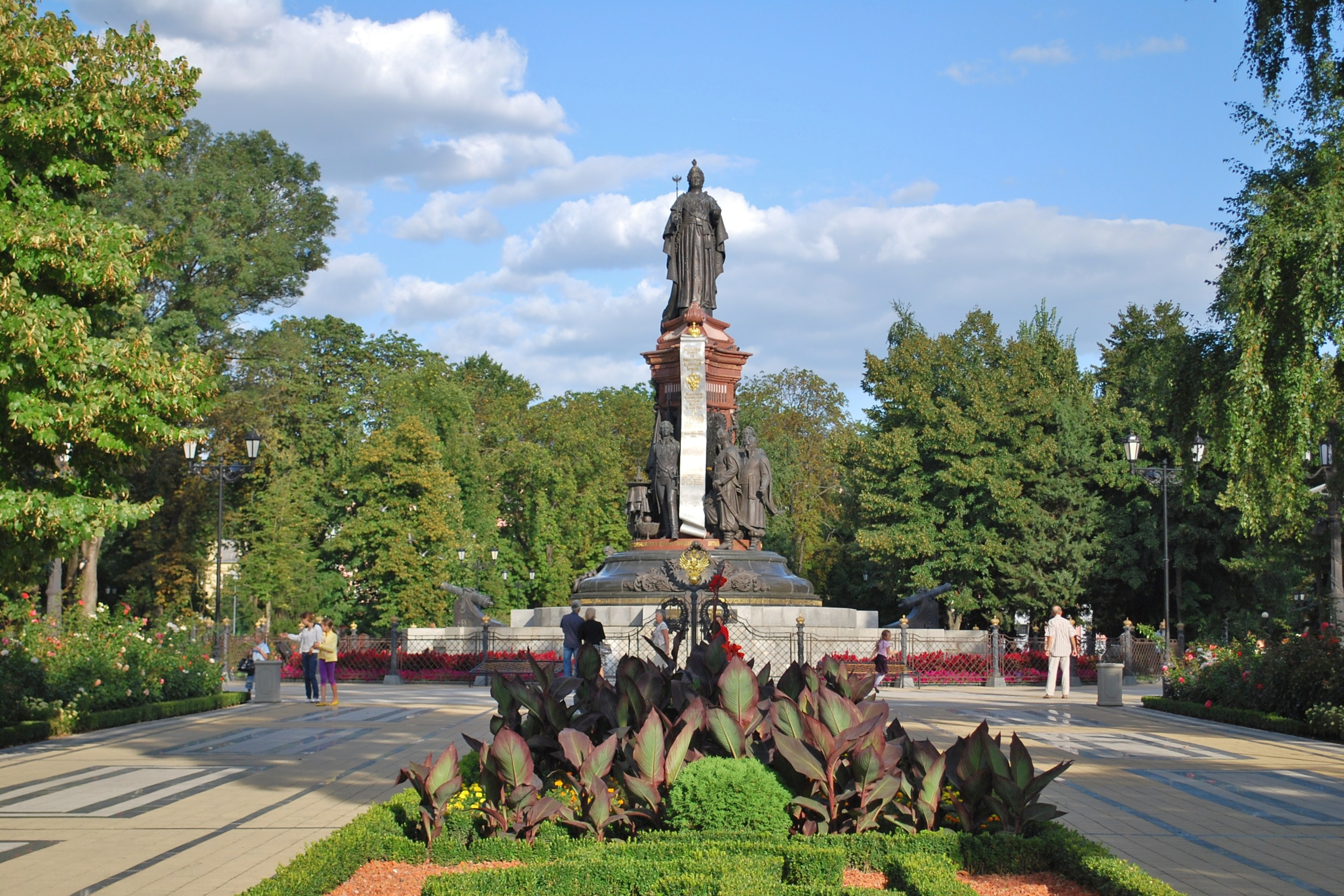
Памятник Екатерине II в Краснодаре